# Cercophora gossypina
Cercophora gossypina är en svampart som tillhör divisionen sporsäcksvampar, och som beskrevs av Nils G. Lundqvist. Cercophora gossypina ingår i släktet Cercophora, och familjen Lasiosphaeriaceae. Arten är reproducerande i Sverige.